# Shōko

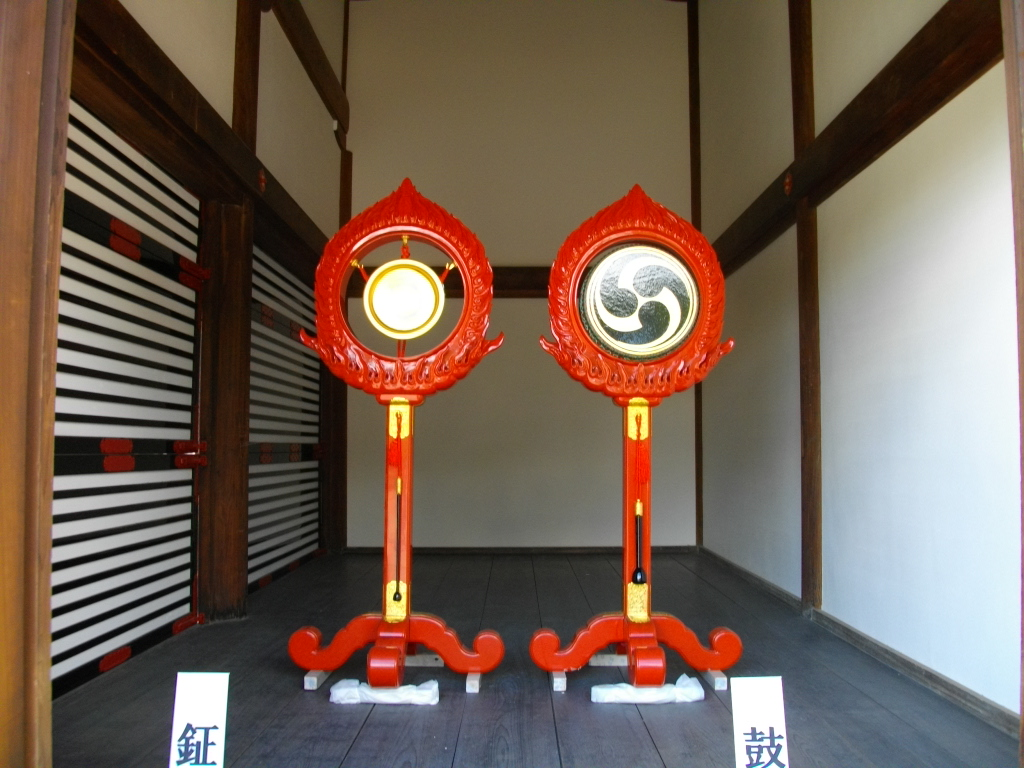
Shōko

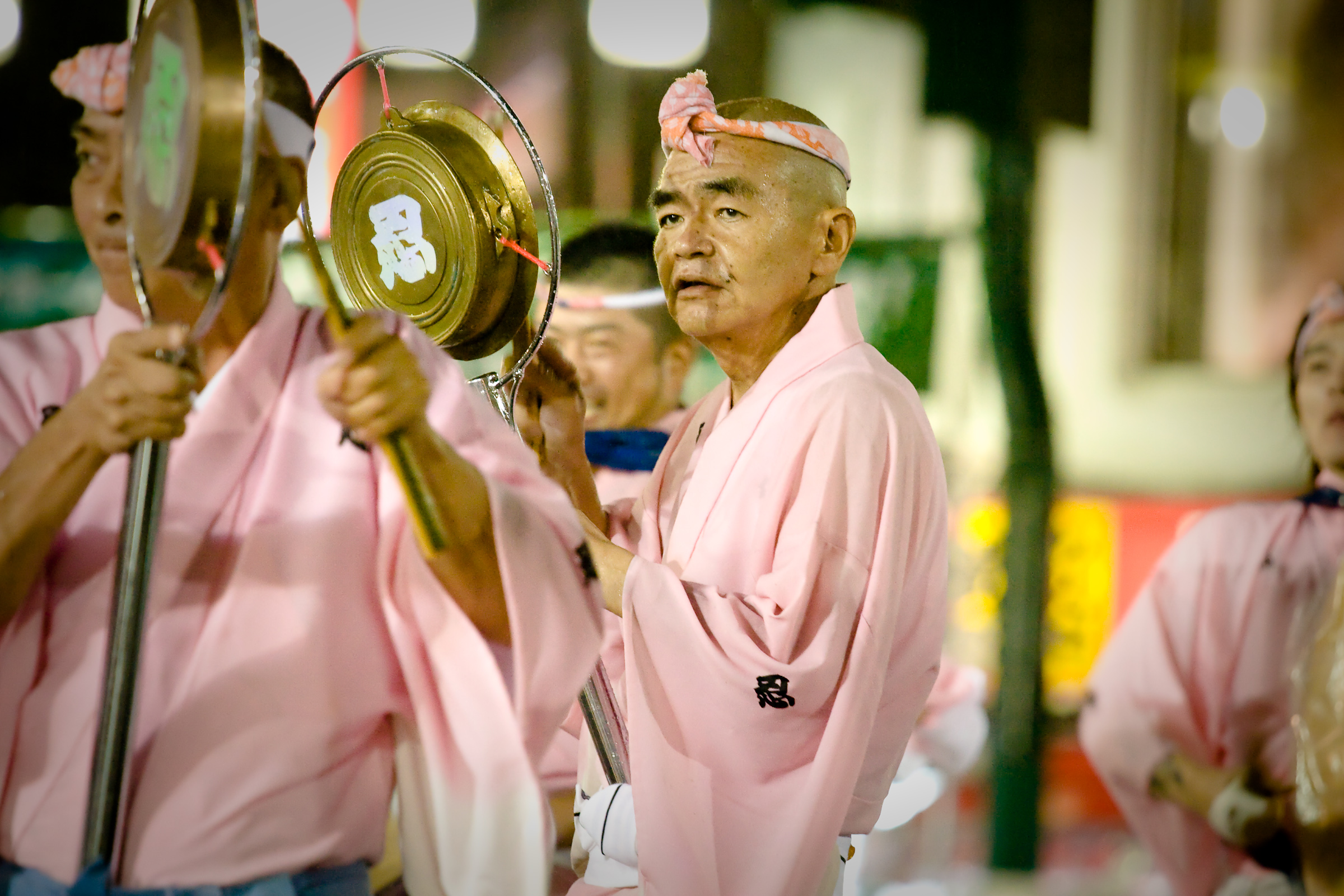
Kane beim Kōenji Awa Odori

Shōko (jap. 鉦鼓) ist ein tellerförmiger Flachgong aus Bronze mit rechtwinklig hochgebogenem Rand in der traditionellen japanischen Hofmusik (gagaku). Im japanischen Buddhismus und in der Volksmusik (min’yō) heißt der auf den chinesischen tongluo zurückgehende Gong shō bzw. kane (鉦).

## Gagaku
Der Gong tritt im Gagaku in drei verschiedenen Größen auf, je nachdem, wo er benutzt wird. Der kleinste befindet sich im tōgaku-Ensemble, der größte (daishōko) gehört zum bugaku im Freien. Er wird mit zwei Stöcken aus Hartholz gespielt. Seine Aufgabe ist es, den ersten Schlag jedes Taktes zu betonen; im vierten Takt kommt ein Auftakt hinzu.
Ebenfalls als shōko (gleiche Lesung, andere Schriftzeichen: 小鼓) wird eine kleine Form der tsuzumi-Trommel bezeichnet. Shō ist nicht zu verwechseln mit der japanischen Mundorgel shō.